# باشکی-ترک (شهرستان چتکل)
باشکی-ترک (به لاتین: Bashky-Terek) یک منطقهٔ مسکونی در قرقیزستان است که در شهرستان چتکل واقع شده‌است. باشکی-ترک ۶۸۸ نفر جمعیت دارد و ۱٬۹۶۶ متر بالاتر از سطح دریا واقع شده‌است.